# Vikram Sarabhai
Vikram Ambalal Sarabhai, né le 12 août 1919 à Ahmedabad au Gujarat et mort le 30 décembre 1971 à Trivandrum au Kerala, est un physicien indien. Il est considéré comme le père du programme spatial de l'Inde car il a joué un rôle décisif dans le développement en Inde des techniques utilisées par les lanceurs et les satellites.

## Biographie
Né en 1919, Vikram Sarabhai est l'un des huit enfants d'une riche famille d'industriels de la ville d'Ahmedabad dans le Gujarat. Il effectue ses études supérieures à Cambridge où il obtient en 1939 un diplôme en sciences naturelles. Lorsque la Seconde Guerre mondiale éclate, il retourne en Inde pour étudier le rayonnement cosmique à l'Indian Institute of Science situé à Bangalore avec le professeur C.V. Raman titulaire du prix Nobel de physique en 1930 pour ses travaux dans le domaine de l'optique. Durant cette période il effectue des mesures du rayonnement à Pune et dans le Cachemire. À la fin de la guerre, il retourne à Cambridge où il obtient son doctorat avec une thèse sur le rayonnement cosmique à la latitude des tropiques.
De retour en Inde, il fonde à Ahmedabad le Physical Research Laboratory (PRL) qui sera subventionné par la suite par le ministère de l'énergie atomique indien. À côté de ses travaux dans le domaine scientifique, Vikram Sarabhai a une activité d'entrepreneur. Il crée en 1962 l'Indian Institute of Management dans sa ville natale, qui comporte aujourd'hui des établissements dans cinq villes indiennes et fait partie des meilleures écoles supérieures de commerce du pays. À la même époque il prend la direction du Indian National Committee for Space Research (INCOSPAR) un comité fondé à son initiative : celui-ci est chargé de mettre sur pied le programme spatial indien et est à l'origine de la création en 1969 de l'ISRO, l'agence spatiale indienne. La première base de lancement de fusées est créée à son initiative à Thumba près de Trivandrum .
Vikram Sarabhai est décédé le 30 décembre à l'âge de 52 ans d'un infarctus, alors qu'il effectuait une visite de routine à Trivandrum. Il avait reçu plusieurs distinctions dont en 1966 le Padma Bhushan et en 1972 à titre posthume le Padma Vibhushan qui sont les deux plus hautes distinctions civiles de l'Inde. Le centre spatial Vikram Sarabhai, à Trivandrum, a été rebaptisé en son honneur. L'astéroïde (2987) Sarabhai porte son nom.